# Puchar Europy Zdobywczyń Pucharów siatkarek (1994/1995)
Puchar Europy Zdobywczyń Pucharów 1994/1995 – 23. sezon turnieju rozgrywanego od 1978 roku, organizowanego przez Europejską Konfederację Piłki Siatkowej (CEV) w ramach europejskich pucharów dla żeńskich klubowych zespołów siatkarskich "starego kontynentu".

## Drużyny uczestniczące
- Rabotnicki Skopje
- Spasa Žilina
- RTV Basel
- Antonius Herentals
- Alea KP Brno
- Panathinaikos Ateny
- CV Alcorcón
- Inkomi Ryga
- CSKA Moskwa
- Anthesis Modena
- Emlakbanka Ankara
- Gomelchanka Gomel
- Gym-Volley Bonnevoie
- ŽOK Rijeka
- Hapoel Emek Heffer
- Boavista Porto
- Reweus Lukavac
- Petrodava Piatra-Neamt
- BKS Stal Bielsko-Biała
- Vasas SC
- Lewski Sofia
- USC Münster
- Brummel Ancona
- Bonduelle Vught
- Dinamo-Dżinestra Odessa
- SES Calais

## Rozgrywki

### 1. Runda
| Data       | Drużyna 1         | Wynik | Drużyna 2           | Sety                      |
| ---------- | ----------------- | ----- | ------------------- | ------------------------- |
| 12.11.1994 | Rabotnicki Skopje | 0:3   | Spasa Žilina        | 0:15, 6:15, 4:15          |
| 13.11.1994 | Rabotnicki Skopje | 0:3   | Spasa Žilina        | 3:15, 2:15, 0:15          |
| 13.11.1994 | RTV Basel         | 3:0   | Antonius Herentals  | 15:5, 17:16, 15:12        |
| 06.11.1994 | RTV Basel         | 3:1   | Antonius Herentals  | 15:11, 14:16, 15:10, 15:9 |
| 05.11.1994 | Alea KP Brno      | 0:3   | Panathinaikos Ateny | 15:7, 5:15, 15:11, 15:6   |
| 12.11.1994 | Alea KP Brno      | 3:1   | Panathinaikos Ateny |                           |

### 2. Runda
| Data       | Drużyna 1         | Wynik | Drużyna 2              | Sety                             |
| ---------- | ----------------- | ----- | ---------------------- | -------------------------------- |
| 04.12.1994 | CV Alcorcon       | 3:1   | Inkomi Ryga            | 15:8, 11:15, 15:12, 15:6         |
| 06.12.1994 | CV Alcorcon       | 3:0   | Inkomi Ryga            | 15:9, 15:4, 15:10                |
| 08.12.1994 | CSKA Moskwa       | 3:0   | Dinamo Tirana          | 15:13, 15:3, 15:7                |
| 10.1994    | CSKA Moskwa       | 3:0   | Dinamo Tirana          | 15:9, 15:3, 15:8                 |
| 10.12.1994 | Spasa Žilina      | 0:3   | Anthesis Modena        | 3:15, 10:15, 3:15                |
| 11.12.1994 | Spasa Žilina      | 2:3   | Anthesis Modena        | 10:15, 15:10, 16:14, 10:15, 7:15 |
| 02.12.1994 | Emlakbanka Ankara | 3:0   | Gomelchanka Gomel      | 15:3, 15:9, 15:8                 |
| 04.12.1994 | Emlakbanka Ankara | 3:1   | Gomelchanka Gomel      | 15:9 9:15, 15:1, 15:10           |
| 04.12.1994 | RTV Basel         | 3:0   | Gym-Volley Bonnevoie   | 15:0, 15:2, 15:1                 |
| 10.12.1994 | RTV Basel         | 3:0   | Gym-Volley Bonnevoie   | 15:3, 15:1, 15:6                 |
| 03.12.1994 | ŽOK Rijeka        | 3:1   | Hapoel Emek Heffer     | 15:5, 12:15, 15:8, 15:0          |
| 10.12.1994 | ŽOK Rijeka        | 3:2   | Hapoel Emek Heffer     | 14:16, 15:3, 15:7, 5:15, 15:9    |
| 04.12.1994 | Boavista Porto    | 0:3   | Panathinaikos Ateny    | 11:15, 6:15, 11:15               |
| 11.12.1994 | Boavista Porto    | 0:3   | Panathinaikos Ateny    | 1:15, 12:15, 5:15                |
| 10.12.1994 | Reweus Lukavac    | 0:3   | Petrodava Piatra-Neamt | 5:15, 1:15, 7:15                 |
| 11.12.1994 | Reweus Lukavac    | 0:3   | Petrodava Piatra-Neamt | 4:15, 6:15, 1:15                 |

### 1/8 finału
| Data       | Drużyna 1          | Wynik | Drużyna 2               | Sety                             |
| ---------- | ------------------ | ----- | ----------------------- | -------------------------------- |
| 11.01.1994 | Stal Bielsko-Biała | 2:3   | Panathinaikos Ateny     | 15:9, 15:12, 11:15, 12:15, 10:15 |
| 18.01.1994 | Stal Bielsko-Biała | 1:3   | Panathinaikos Ateny     | 13:15, 11:15, 15:11, 13:15       |
| 10.01.1994 | Vasas Budapeszt    | 3:0   | CV Alcorcon             | 15:10, 15:8, 15:11               |
| 12.01.1994 | Vasas Budapeszt    | 2:3   | CV Alcorcon             | 10:15, 15:13, 5:15, 15:9, 13:15  |
| 11.01.1994 | Emlakbanka Ankara  | 3:0   | Lewski Sofia            | 15:4, 15:13, 15:3                |
| 18.01.1994 | Emlakbanka Ankara  | 3:1   | Lewski Sofia            | 15:6, 15:11, 13:15, 15:12        |
| 11.01.1994 | CSKA Moskwa        | 3:1   | USC Münster             | 15:4 8:15, 17:15, 15:11          |
| 18.01.1994 | CSKA Moskwa        | 0:3   | USC Münster             | 11:15, 7:15, 2:15                |
| 11.01.1994 | Brummel Amcona     | 3:0   | RTV Basel               | 15:8, 15:6, 15:3                 |
| 18.01.1994 | Brummel Amcona     | 3:1   | RTV Basel               | 15:10, 14:16, 15:6, 15:10        |
| 11.01.1994 | Bonduelle Vught    | 3:0   | Petrodava Piatra-Neamt  | 15:5, 15:4, 16:14                |
| 18.01.1994 | Bonduelle Vught    | 1:3   | Petrodava Piatra-Neamt  | 15:12, 16:17, 2:15, 10:15        |
| 11.01.1994 | ŽOK Rijeka         | 3:0   | Dinamo-Dżinestra Odessa | 15:10, 15:9, 15:5                |
| 18.01.1994 | ŽOK Rijeka         | 1:3   | Dinamo-Dżinestra Odessa | 9:15, 16:14, 12:15, 11:15        |
| 11.01.1994 | Anthesis Modena    | 3:0   | SES Calais              | 15:3, 15:7, 17:15                |
| 18.01.1994 | Anthesis Modena    | 2:3   | SES Calais              | 15:11, 15:6, 9:15, 13:15, 10:15  |

### Ćwierćfinał
| Data       | Drużyna 1           | Wynik | Drużyna 2       | Sety                             |
| ---------- | ------------------- | ----- | --------------- | -------------------------------- |
| 08.02.1995 | Panathinaikos Ateny | 3:0   | Vasas Budapeszt | 15:8, 15:9, 15:5                 |
| 14.02.1995 | Panathinaikos Ateny | 3:2   | Vasas Budapeszt | 8:15, 15:11, 15:4, 12:15, 15:5   |
| 08.02.1995 | Emlakbanka Ankara   | 3:2   | USC Münster     | 15:13, 12:15, 15:12, 9:15, 15:12 |
| 15.02.1995 | Emlakbanka Ankara   | 1:3   | USC Münster     | 3:15, 10:15, 15:10, 9:15         |
| 08.02.1995 | Brummel Amcona      | 3:0   | Bonduelle Vught | 15:8, 15:9, 15:6                 |
| 15.02.1995 | Brummel Amcona      | 3:0   | Bonduelle Vught | 15:9, 15:7, 15:13                |
| 08.02.1995 | ŽOK Rijeka          | 1:3   | Volley Modena   | 10:15, 15:10, 7:15, 12:15        |
| 16.02.1995 | ŽOK Rijeka          | 0:3   | Volley Modena   | 8:15, 12:15, 14:16               |

### Turniej finałowy
Münster

#### Półfinał
| Data       | Drużyna 1       | Wynik | Drużyna 2           | Sety                            |
| ---------- | --------------- | ----- | ------------------- | ------------------------------- |
| 04.03.1995 | USC Münster     | 3:0   | Panathinaikos Ateny | 15:2, 15:10, 15:3               |
| 04.03.1995 | Anthesis Modena | 3:2   | Brummel Amcona      | 15:7, 15:7, 12:15, 11:15, 15:12 |

#### Mecz o 3. miejsce
| Data       | Drużyna 1      | Wynik | Drużyna 2           | Sety               |
| ---------- | -------------- | ----- | ------------------- | ------------------ |
| 05.03.1995 | Brummel Amcona | 3:0   | Panathinaikos Ateny | 15:13, 15:7, 15:12 |

#### Finał
| Data       | Drużyna 1       | Wynik | Drużyna 2   | Sety                            |
| ---------- | --------------- | ----- | ----------- | ------------------------------- |
| 05.03.1995 | Anthesis Modena | 3:2   | USC Münster | 15:6, 13:15, 14:16, 15:11, 15:7 |

## Klasyfikacja końcowa
| Miejsce | Drużyna             |
| ------- | ------------------- |
| złoto   | Anthesis Modena     |
| srebro  | USC Münster         |
| brąz    | Brummel Ancona      |
| 4.      | Panathinaikos Ateny |